# Umberto Chiacchio
Umberto Chiacchio, italijanski politik, * 8. februar 1930, Grumo Nevano, † 18. oktober 2001.
Chiacchio je v svoji politični karieri bil poslanec, od 1972 do 1976.